# Der Stahlhelm – Kampfbund für Europa
Der Stahlhelm e. V. – Kampfbund für Europa war eine 1951 gegründete und 2000 aufgelöste rechtsextreme Vereinigung, die sich in der Nachfolge des antidemokratischen Veteranenbunds Stahlhelm, Bund der Frontsoldaten aus Weimarer Zeit sah und an dessen nationalistische und militaristische Tradition anknüpfen wollte.

## Geschichte
Im Jahre 1951 wurde der „Stahlhelm“ in Köln als eingetragener Verein neu gegründet. An der Gründung war der ehemalige Generalfeldmarschall Albert Kesselring beteiligt, der auch der erste Vorsitzende des Vereins wurde. Der Verein gab sich zunächst den Namen „Der Stahlhelm e. V. – Bund der Frontsoldaten – Kampfbund für Europa“. Der Name nimmt Bezug auf den ursprünglichen, von 1918 bis 1935 bestehenden antirepublikanischen Veteranen- und Wehrverband Stahlhelm, Bund der Frontsoldaten, der ab 1933 in der SA aufging.
Zu Beginn versuchte man sich mit der Politik zu arrangieren. Am Anfang des Kalten Kriegs solidarisierte man sich beispielsweise mit Bundeskanzler Konrad Adenauer und sagte seine Unterstützung zu, gegen kommunistische Kräfte vorzugehen. Insbesondere Mitglieder der CDU und FDP waren von dem Verein sehr angetan. Der FDP-Landtagsabgeordnete Lothar Steuer sprach auf einem Treffen in Recklinghausen, der CDU-Bundestagsabgeordnete Pascual Jordan und der saarländische Ministerpräsident Franz-Josef Röder lobten die Arbeit des Vereins.
Ende der 1950er-Jahre begann sich der Verein aber paramilitärisch zu organisieren und verschreckte viele Gönner und Fürsprecher. Viele Treffen wurden verboten, da die Mitglieder Uniformen trugen. Im Jahre 1960 übernahm Curt Barth die Bundesführung, der versuchte, den Verboten entgegenzuwirken und sich mit der Regierung zu arrangieren. Der Stahlhelm schloss sich in den 1960er-Jahren sogar dem Verband deutscher Soldaten (VdS) an. In den 1960er- und 1970er-Jahren hatte der Verein jedoch mit einem immensen Mitgliederrückgang zu kämpfen.
Am 28. Februar 1966 wurde die Ortsgruppe Bad Bergzabern (Rheinland-Pfalz) von Innenminister Peter Altmeier verboten, da sie „sich gegen die verfassungsmäßige Ordnung und den Gedanken der Völkerverständigung richtet[e]“. Die Gruppe war erst im Januar 1966 unter der Führung eines Bundeswehr-Feldwebels entstanden. Auf ihren Treffen, an denen mehrere Bundeswehrsoldaten teilnahmen, wurden „der Nationalsozialismus als große geschichtliche Tat hingestellt“, die Widerstandskämpfer des 20. Juli 1944 als Feiglinge bezeichnet und das Führerprinzip herausgestellt.
Barth veränderte wegen des Mitgliederverlusts seinen Kurs und der „Stahlhelm“ begann mit dem Netzwerk der Deutschen National-Zeitung zusammenzuarbeiten. In den 1970er-Jahren knüpfte der Verein daher Kontakte zur DVU, NPD und deren Jugendorganisation Junge Nationalisten. Mehrfachmitgliedschaften waren keine Seltenheit. Auch zum rechtsextremen, terroristischen Umfeld wurden Kontakte geknüpft. Unter anderem waren Klaus Kämpfer von der Arbeitsgemeinschaft Naturreligiöser Stammesverbände (ANSE) und Stefan Bliesner, ehemaliges Mitglied der FAP, Mitglieder im Stahlhelm. Gemeinsame Aktionen mit der Wiking-Jugend und Gruppierungen um Manfred Roeder wurden abgehalten. 1973 strich man den „Bund der Frontsoldaten“ aus seinem Namen. In den 1980er-Jahren traten mehrere Mitglieder der verbotenen Wehrsportgruppe Hoffmann dem Verein bei. Im Jahre 1983 wurde dem Verein dennoch die Gemeinnützigkeit zugesprochen.
Im niedersächsischen Jork bei Stade wurde 1983 die „Ortsgruppe Jork“ gegründet. Aus dieser Ortsgruppe ging 1997 der „Landesverband Niedersachsen“ hervor. Hier befand sich auch das zentrale Schulungszentrum. Es war nach Franz Seldte, dem Gründer des „Stahlhelm“ und späteren NS-Reichsarbeitsminister, benannt.
Im November 1997 gründete der „Stahlhelm“ einen Landesverband in Flandern, Belgien. Der „Stahlhelm“ wurde im Verfassungsschutzbericht des Landes Niedersachsen für das Jahr 1998 erwähnt. Im März 1998 entdeckte die Polizei in Rheinland-Pfalz umfangreiche Waffenlager in rechtsorientierten Kreisen. Bei Hausdurchsuchungen wurden mehrere Maschinenpistolen, Minen, Sprengsätze, Gewehre, Munition und eine Panzergranate, die unter anderem Stahlhelm-Mitgliedern zugeordnet wurden, sichergestellt.
Die Zahl der deutschen Stahlhelm-Mitglieder wurde 1999 vom Bundesministerium des Innern mit über 100 angegeben. Dem belgischen „Landesverband Flandern“ gehören demnach ein Dutzend Mitglieder an. Im süddeutschen Raum bestehen enge Beziehungen zur NPD und in Norddeutschland zur Artgemeinschaft – Germanische-Glaubensgemeinschaft. In der Pfalz war Elfrun von Hain sowohl Mitglied im Stahlhelm als auch im Armanen-Orden. Der Stahlhelm beteiligte sich in den 1990er-Jahren an verschiedenen rechtsextremen Demonstrationen, so unter anderem gegen die Wehrmachtsausstellung.
Seit Anfang der 2000er-Jahre begann ein Zerfall des Vereins. Der Ortsverband Jork hatte sich am 12. Juni 2000 selbst aufgelöst. Damit verlor der Verein sein Schulungszentrum. Federführend war hier der Bundesvorsitzende Günter Druckhammer (1936–2021), der den Verein jahrelang leitete. Hintergrund waren negative Presseberichte über die Demonstrationen gegen die Wehrmachtsausstellung und die Waffenfunde sowie die Einleitung von Ermittlungsverfahren gegen verschiedene Mitglieder des Vereins. Im März 2002 wurde der Landesverband Pfalz aufgelöst und die Eintragung im Vereinsregister gelöscht. Dies bedeutete jedoch nicht die Auflösung der Organisation. Vielmehr machten verbliebene Mitglieder unter neuer Leitung zunächst als „Militärhistorischer Verein Pfalz – Stahlhelm 1918“ und später als „Der Stahlhelm – Bund der Frontsoldaten – Landesverband Pfalz“ weiter. Seit einigen Jahren hat der Verein seine Bedeutung vollends verloren. Es finden nur noch wenige interne Treffen, sogenannte Appelle, statt. Im ehemaligen Vereinsheim des Landesverbands Pfalz bei Altenglan sollte 2010 ein mehrtägiges Treffen der „Interessengemeinschaft Fahrt und Lager“ der Jungen Nationaldemokraten durchgeführt werden, das jedoch polizeilich unterbunden wurde.

## Publikationen
Das Zentralorgan Der Stahlhelm war eine der wesentlichen Aktivitäten des Vereins. In ihm schrieb unter anderem das CDU-MdB Ernst Pascual Jordan (1902–1980).

## Ideologie und Ziele
Rechtsextremismusexperte Hans-Gerd Jeschke nannte den Verein 1984 eine „unbedeutend[e], völlig überaltert[e] rechtsextrem[e] Bekenntnisgemeinschaft […] deren Existenz allerdings für den militanten Rechtsextremismus Vorbildcharakter haben dürfte.“ Die Ideologie war von „nationalistisch-völkischem, antisemitischem und revisionistischem Gedankengut“ geprägt. Oberstes Ziel war die Wiederherstellung des sogenannten Großdeutschen Reichs. Die Kriegsschuld Deutschlands am Ersten und am Zweiten Weltkrieg wurde geleugnet; ebenso der Holocaust. Auch ein Kult um den NS-Politiker und NS-Funktionär Rudolf Heß war Bestandteil der Ideologie. Ein geschichtsrevisionistisches Weltbild wurde vertreten. Die Gruppierung richtete ihre Aktivitäten vor allem nach innen, bediente sich „soldatisch-kameradschaftliche[r] Brauchtumspflege, militaristische[r] und kriegsverherrlichende[r] Aktionen“ und trat „für [ein] deutsches Soldatentum ein.“ In späteren Jahren versuchte man sich auch an der Hinwendung zu zeitgemäßeren rechtsextremen Formen und propagierte ein sogenanntes „Europa der Vaterländer“, allerdings mit Deutschland als Hegemonialmacht. Der Verein organisierte Wehrsport-Übungen, Biwaks, Formaldienste und Leistungsmärsche. Er verlieh ein eigenes Abzeichen, das „Stahlhelm-Wehrsportkreuz“.